# Việt Nam năm 2003
Dưới đây là sự kiện trong năm tại Việt Nam 2003.

## Đương nhiệm
| Ảnh | Vị trí            | Tên            |
| --- | ----------------- | -------------- |
|     | Tổng bí thư       | Nông Đức Mạnh  |
|     | Chủ tịch nước     | Trần Đức Lương |
|     | Thủ tướng         | Phan Văn Khải  |
|     | Chủ tịch Quốc hội | Nguyễn Văn An  |

## Sự kiện

### Diễn ra trong năm
- Vụ nổ xe khách ở Đại Bái
- Khánh thành Sân vận động Quốc gia Mỹ Đình

### Thể thao
- Đại hội Thể thao Đông Nam Á 2003
  - Việt Nam tại Đại hội Thể thao Đông Nam Á 2003

Bóng đá
- Giải bóng đá Hạng Nhì Quốc gia 2003
- Giải Vô địch Quốc gia chuyên nghiệp 2003
- Giải bóng đá Cúp Quốc gia 2003
- Siêu cúp bóng đá Việt Nam 2003
- Giải bóng đá Hạng Nhất Quốc gia 2003
- Giải bóng đá nữ vô địch quốc gia 2003

## Sinh

### Tháng 1

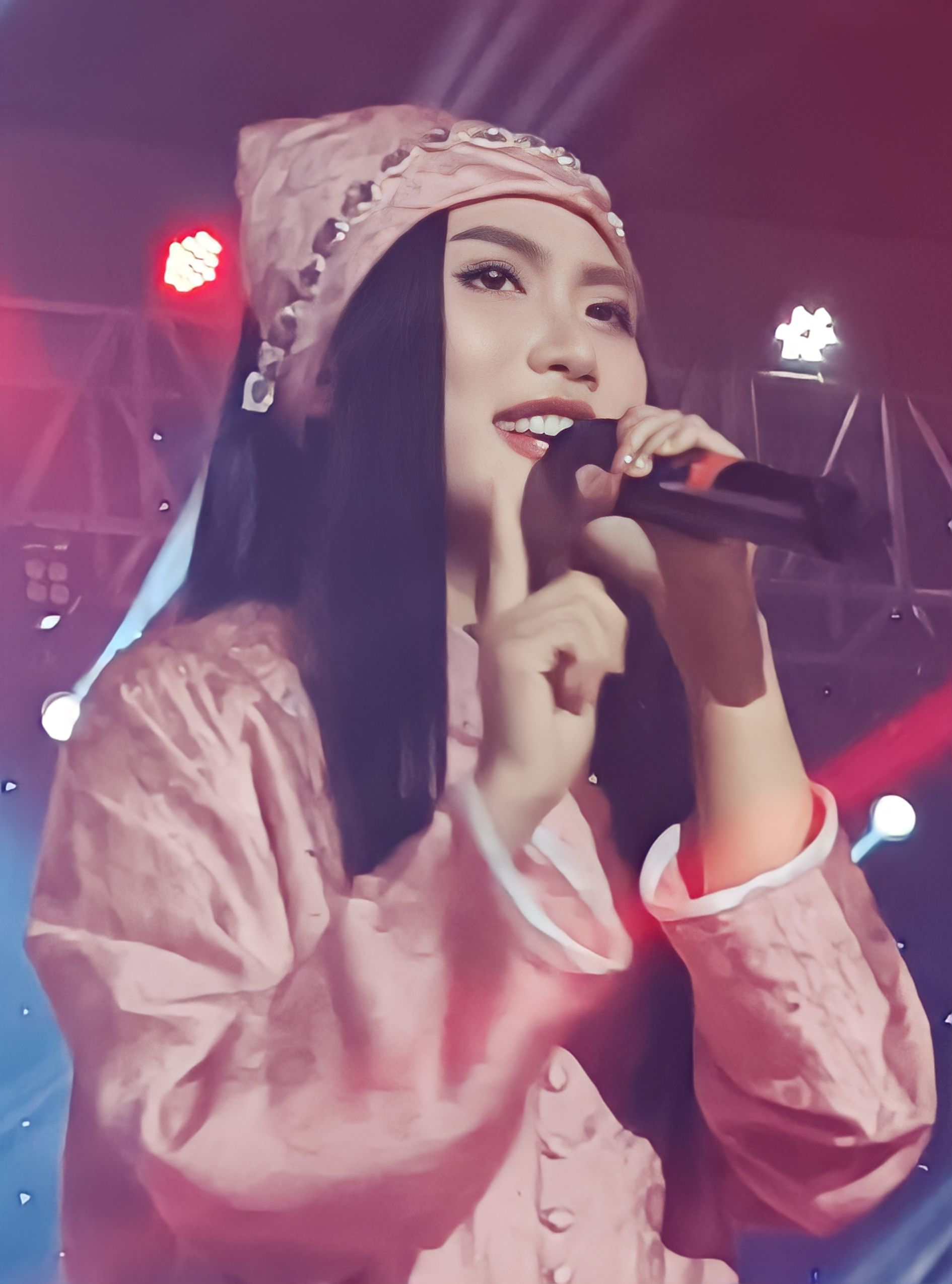
Phương Mỹ Chi

- 10 tháng 1: Đinh Xuân Tiến, cầu thủ bóng đá
- 13 tháng 1
  - Nguyễn Đức Phú, cầu thủ bóng đá
  - Phương Mỹ Chi, ca sĩ
- 15 tháng 1: Hồ Văn Cường, cầu thủ bóng đá
- 25 tháng 1: Đào Thị Kiều Oanh, cầu thủ bóng đá
- 27 tháng 1: Lê Trung Vinh, cầu thủ bóng đá

### Tháng 2
- 9 tháng 2: Trần Trung Kiên, cầu thủ bóng đá
- 14 tháng 2: Phạm Lý Đức, cầu thủ bóng đá

### Tháng 3
- 16 tháng 3: Hồ Văn Cường, ca sĩ

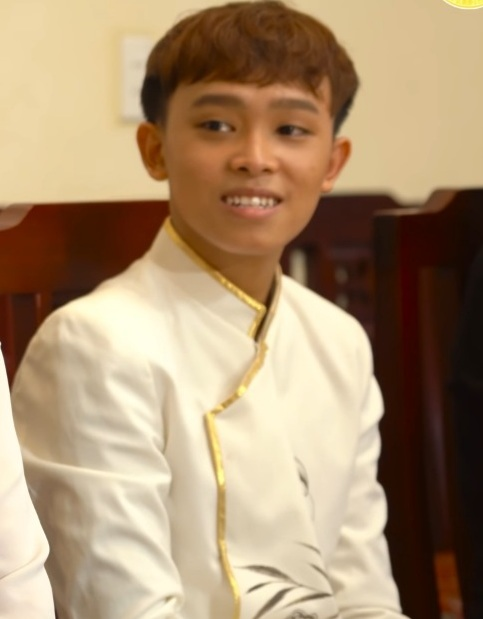
Hồ Văn Cường

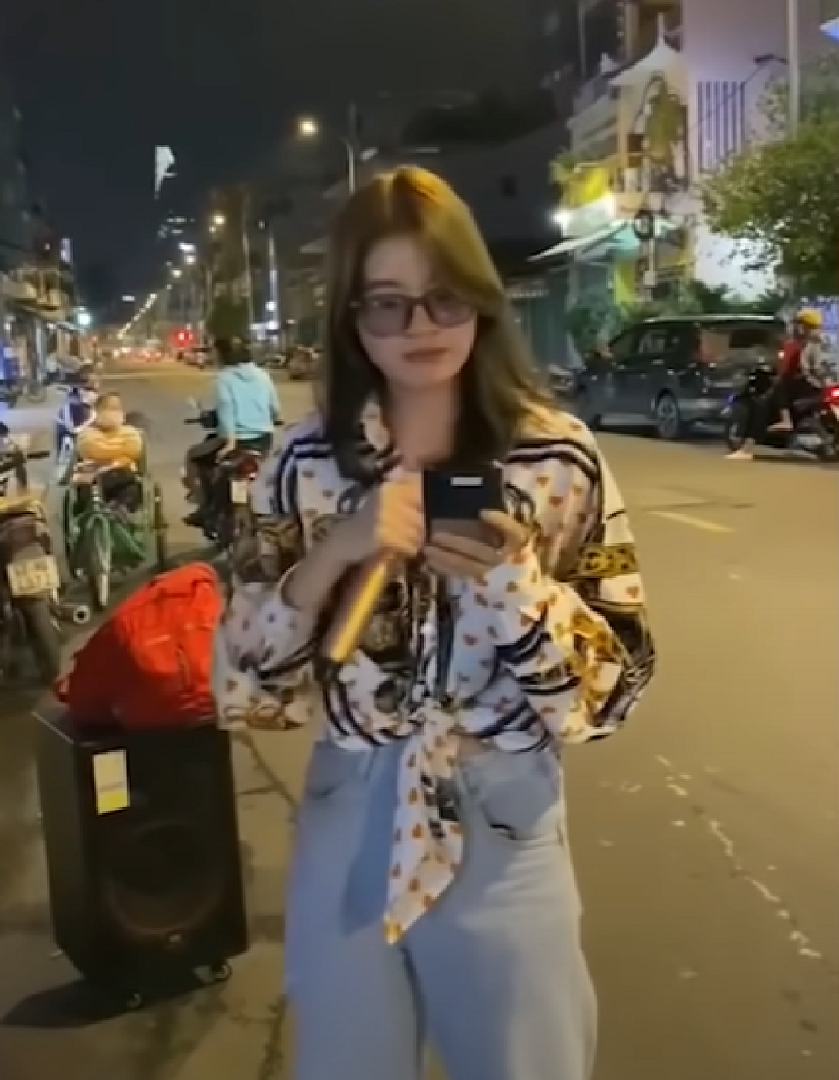
Pháo

- 27 tháng 3: Nguyễn Phi Hoàng, cầu thủ bóng đá
- 28 tháng 3: Pháo, rapper

### Tháng 4
- 21 tháng 4: Vicoi, vận động viên thể thao điện tử

### Tháng 5
- 4 tháng 5: Nguyễn Quốc Việt, cầu thủ bóng đá
- 11 tháng 5: Khuất Văn Khang, cầu thủ bóng đá

### Tháng 7
- 13 tháng 7: Nguyễn Thái Sơn, cầu thủ bóng đá
- 28 tháng 7: Nguyễn Thanh Nhàn, cầu thủ bóng đá

### Tháng 9
- 10 tháng 9: Nguyễn Văn Trường, cầu thủ bóng đá

### Tháng 11

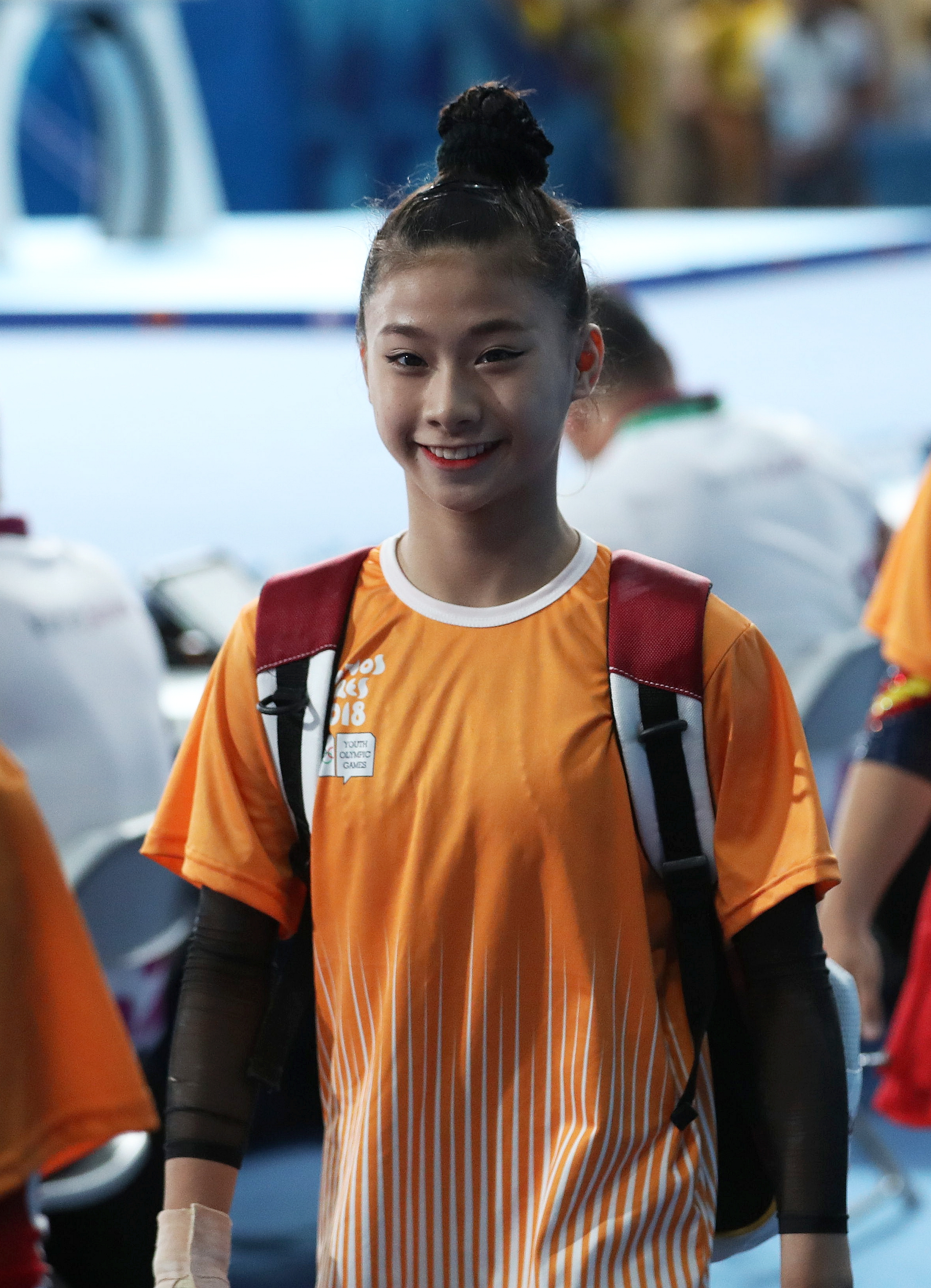
Phạm Như Phương

- 6 tháng 11: Vũ Thị Hoa, cầu thủ bóng đá
- 10 tháng 11: Viktor Le, cầu thủ bóng đá
- 25 tháng 11: Phạm Như Phương, vận động viên thể dục dụng cụ

### Tháng 12
- 8 tháng 12: Lê Nguyễn Ngọc Hằng, người dẫn chương trình, người mẫu

## Mất

### Tháng 1
- 2 tháng 1: Phạm Khuê, 77, nhà giáo
- 26 tháng 1: Nông Thị Trưng, 82, nhà cách mạng
- 30 tháng 1: Lê Hoàng Phu, 76, mục sư

### Tháng 2
- 12 tháng 2: Duy Khánh, 66, ca sĩ, nhạc sĩ

### Tháng 3
- 9 tháng 3: Trần Lê, 82, nhà cách mạng và chính khách

### Tháng 4
- 2 tháng 4: Đức Hoàn, 66, đạo diễn, diễn viên
- 11 tháng 4: Đỗ Đức Kiên, 79, sĩ quan
- 18 tháng 4: Nguyễn Đình Thi, 78, nhà thơ

### Tháng 5
- 7 tháng 5: Đinh Gia Khánh, giáo sư, nhà nghiên cứu văn hóa và văn học
- 9 tháng 5: Lê Hựu Hà, 57, nhạc sĩ
- 13 tháng 5: Hà Triều, 71, soạn giả cải lương
- 17 tháng 5: Công Văn Trung, 95, họa sĩ
- 26 tháng 5: Trần Kiên, 84, chính khách

### Tháng 6
- 6 tháng 6: Ngô Huy Quỳnh, 83, kiến trúc sư
- 8 tháng 6: Bartôlômêô Nguyễn Sơn Lâm, 74, giám mục
- 17 tháng 6: Thu Bồn, 67, nhà thơ

### Tháng 7
- 11 tháng 7: Tăng Minh Phụng, 45–46, doanh nhân
- 28 tháng 7: Xích Điểu, 93, nhà văn, nhà thơ

### Tháng 8

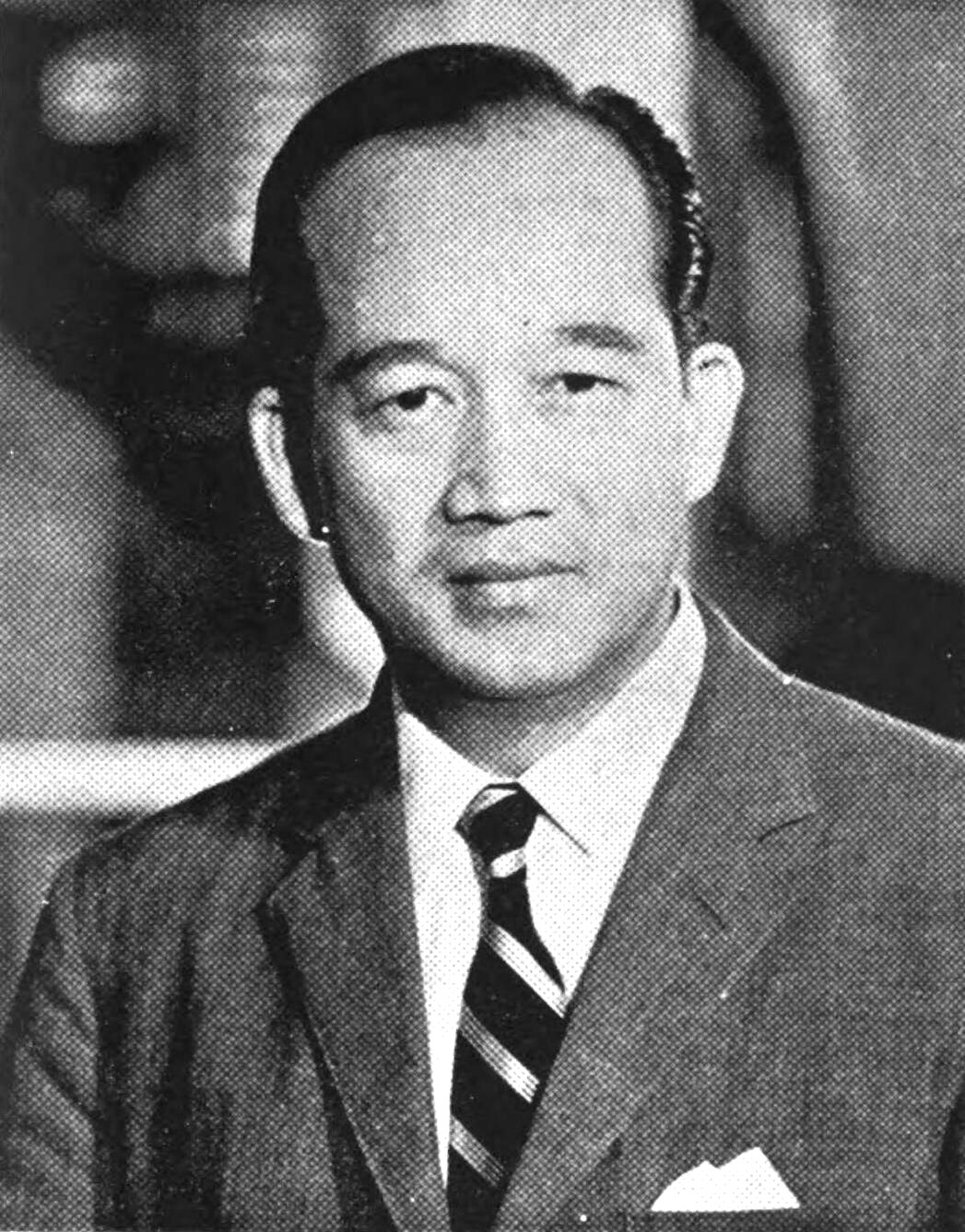
Nguyễn Xuân Oánh
(1921 – 2003)

- 7 tháng 8: Nguyễn Lân, 97, nhà giáo và nhà nghiên cứu
- 11 tháng 8: Đinh Đăng Định, 93, nhà báo, nhiếp ảnh gia
- 28 tháng 8: Hồ Thành Việt, 48, kỹ sư điện toán
- 29 tháng 8: Nguyễn Xuân Oánh, 81–82, chính khách, nhà kinh tế

### Tháng 9
- 7 tháng 9: Triệu Bôn, 65, nhà văn, nhà báo
- 11 tháng 9: Kim Tuấn, 65, nhà thơ

### Tháng 10
- 11 tháng 10: Minh Huệ, 76, nhà thơ
- 20 tháng 10
  - Hoàng Tích Chù, 90–91, họa sĩ
  - Lê Giản, 92, nhà cách mạng và chính khách

### Tháng 11
- 3 tháng 11: Hoàng Giang, 80, nghệ sĩ cải lương
- 23 tháng 11: Trần Hoàn, 74, nhạc sĩ

### Tháng 12
- 3 tháng 12: Anh Tú, 53, ca sĩ
- 4 tháng 12: Hoàng Đan, 75, quân nhân
- 7 tháng 12: Thích nữ Trí Hải, 65, ni sư

### Không rõ ngày
- Bùi San, 88–89, nhà cách mạng
- Đàm Thanh, 63–64, nhạc sĩ
- Hồng Vân, 64–65, nhạc sĩ
- Lê Văn Kiển, 88–89, võ sư
- Lộng Chương, 84–85, nhà văn, nhà viết kịch, đạo diễn
- Nghiêm Xuân Thiện, 93-94, chính khách và nhà báo
- Ngô Quang Châu, 83–84, nhà báo, nhà ngôn ngữ học
- Nguyễn Khoa Diệu Hồng, 84–85, nhà chính trị
- Tí Bồ, 84–85, cầu thủ bóng đá
- Nguyễn Tư Cường, 75–76, sĩ quan
- Phạm Trinh Cán, 91–92, nhà cách mạng